# Brattheden
Brattheden är en ort strax norr om Ramnäs vid östra stranden av Stora Nadden i Ramnäs socken Surahammars kommun. Från 2015 avgränsar SCB här en småort. Fram till 2015 räknades området som en del av tätorten Ramnäs.